# Rakia

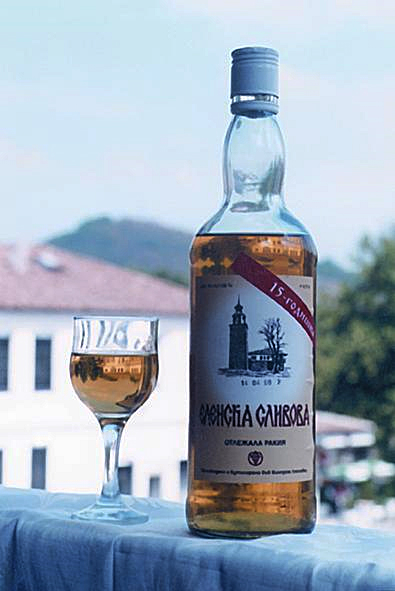
Rakia de ciruelas de Bulgaria.

Rakia o rakija (pronunciado /rákia/) es un destilado similar al brandy, obtenido por destilación del mosto proveniente  de  frutas fermentadas, tradicional en la región de los Balcanes y muy popularizado en países como Bosnia, Croacia, Serbia, Bulgaria, Eslovaquia, Chequia o Hungría. El contenido en alcohol depende del tipo de destilación, siendo alrededor de 50-53 % en marcas comerciales, pudiendo encontrarse hasta más de 60 % en el producido en pequeñas destilerías. En los países de antigua Yugoslavia existe un tipo especial de rakia, realizado mediante doble destilación, conocido como prepečenica, que suele tener más de un 60 % de contenido alcohólico.
El rakia es la bebida nacional de Bosnia, Serbia, Macedonia del Norte, Bulgaria y Albania.
El slivovitz es el rakia más habitual, obtenido a partir de ciruelas. Otras frutas de las que puede destilarse rakia incluyen: melocotón, pera, albaricoque, manzana, higo o membrillo. En la región croata de Istria, el rakia se hace exclusivamente a partir de uvas, y es conocida popularmente con el nombre de grappa o trapa (el primer nombre también usado en Italia). 
El rakia es un elemento de mayor importancia en la cultura de Serbia, que es el principal país productor de esta bebida. Serbia destina un 80 % de sus ciruelas cosechadas para la elaboración de šljivovica, y es costumbre en este país que al nacer un niño se entierre una botella de Rakia para dejarla madurando por años, que posteriormente es desenterrada y abierta en el día de su boda.
Los rakia pueden mezclarse después de su destilación con otros ingredientes como miel, cerezas amargas, nueces o distintas hierbas aromáticas.

## Tipos básicos

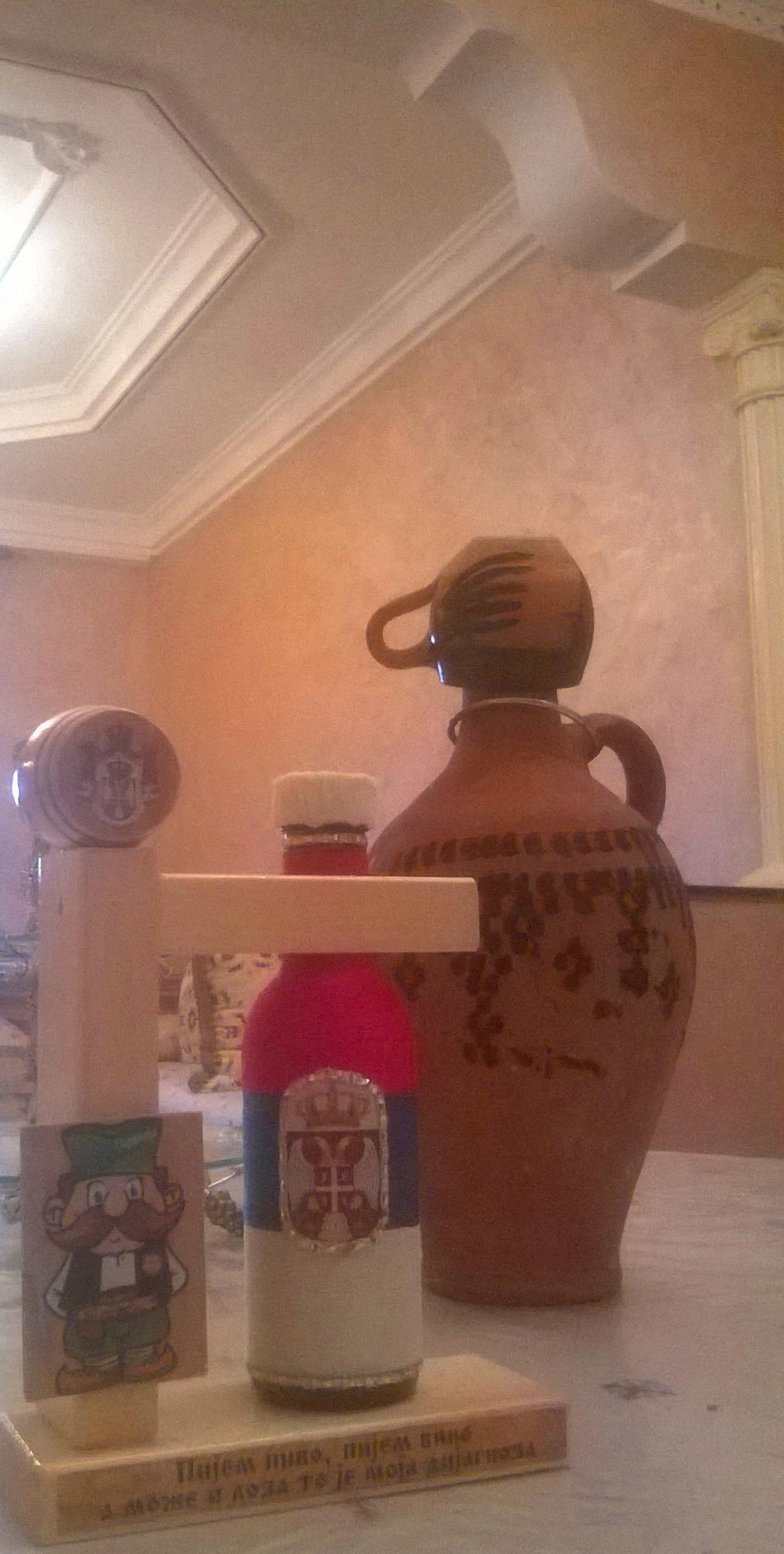
Rakia en botella especial, como bebida nacional de Serbia.

En la tabla a continuación se sintetizan los rakias naturales (directamente destiladas), según la fruta utilizada y el nombre que reciben en cada lengua:
| Frutas                       | En la antigua Yugoslavia                                              | En Bulgaria |
| Tipos básicos                | Tipos básicos                                                         | Tipos básicos |
| ---------------------------- | --------------------------------------------------------------------- | --- |
| Ciruela                      | šljivovica, шљивовица,шљива                                           | сливова (slivova), сливовица (slivovica)                                                                                  |
| Uva                          | lozovača/loza, лозова ракија/лозовача/лоза                            | гроздова (grozdova) гроздовица (grozdovica) мускатова (muskatova) mrtina (con mirra) анасонлийка (anasonliyka) (con anís) |
| Hollejo de uva (kom) *       | komovica, комова ракија/комовица                                      | джиброва (dzhibrova) джибровица (dzhibrovica)                                                                             |
| Albaricoque                  | kajsijevača, кајсијевача                                              | кайсиева (kajsieva) |
| Pera                         | kruškovača/vilijamovka, крушковача/виљамовка,крушка                   | крушева (krusheva) |
| Manzana                      | jabukovača, јабуковача                                                | ябълкова (jabylkova) |
| Membrillo                    | dunjevača, дуњевача                                                   | дюлева (djuleva) |
| Higo                         | smokvovača, смоквача                                                  | смокинова (smokinova) |
| Con ingredientes adicionales |                                                                       | |
| Con rosas                    | -                                                                     | гюлова (gyulova) |
| con hierbas                  | travarica, траварица/trava                                            | билкова (bilkova) |
| con nueces                   | orahovača, ораховача/orahovica                                        | орехче (orehche) |
| con miel **                  | medovača, медовача/medenica, medica - especialmente popular en Istria | греяна (grejana) |
| con cerezas amargas          | višnjevac/višnjevača, вишњевача                                       | вишновка (vishnovka) |

  *   Kom o džibra son los restos de la uva que quedan tras el prensado para la obtención de vino. Contiene alrededor de 5,5 litros de alcohol puro por cada 100 kg y al menos 40 % de materia seca.

  **  No confundir con mead, realizado exclusivamente con miel.

## Rakias con aditivos
El rakia es normalmente incoloro, salvo que se le añadan hierbas u otros ingredientes que le den color. Algunos tipos de rakia se guardan en barricas de madera (de roble o cerezo), obteniéndose un licor más aromático y de colores dorados.
Un mito popular atribuye erróneamente la calidad del rakia (y su fuerza) al tamaño de los anillos de burbujas que se forman cuando la botella es agitada con fuerza.
En Bulgaria y Macedonia del Norte, el maridaje perfecto del rakia se considera que es con una ensalada Shopska (ensalada a base de pimientos, cebolla, pepino y queso cortado en pequeños tacos y aliñada con aceite de oliva y vinagre), ensalada de leche u otras ensaladas, constituyendo el primer plato o entrante de una comida tradicional.
Muskatova rakiya es un tipo de rakia hecho con uvas de moscatel, mientras que la preparación del dzhibrova rakiya es la misma que la de la grappa italiana. Otro tipo de rakia es greyana rakia que es calentada y endulzada con miel o azúcar.
En Serbia, el rakia es producido en la forma tradicional (en casa), como también de forma industrial.
generalmente en Serbia el rakia es fabricado artesanalmente en el campo para satisfacer las necesidades de personal, y sólo pequeñas cantidades son destinadas para la venta.
Rakia está hecho de fruta sana, pura y madura y las uvas. En Serbia, la rakija se produce de diferentes tipos de frutas como son las de:
ciruela, manzana, peras, duraznos, cerezas, membrillo, nueces, fresa, mora, enebro, sabina, la zarzamora (Rubus fruticosus) de la familia Rosaceae,
el arándano. Se sirve para dar la bienvenida a las visitas o para abrir el apetito antes del almuerzo o la cena. 
En Croacia, travarica (rakia de hierbas) se sirve antes de comenzar una comida que se prevé copiosa, a veces acompañado con higos secos.
En la costa croata del Adriático existen gran variedad de grappas realizadas con diversas hierbas, algunas de ellas típicas de una sola isla o grupo de islas:
- La Isla de Hvar es conocida por su grappa a la que se le ha añadido mirra, conocida como mrtina (amarga y de color marrón oscuro).

- En la isla de Korcula y en la cercana ciudad de Dubrovnik puede encontrarse un rakia con anís conocido como aniseta.

- En la zona central de Dalmacia se produce una grappa con nueces conocida como orahovica que se sirve con galletitas e higos secos. Durante el verano es habitual encontrarse grandes jarras de cristal llenas de grappa y nueces en los balcones, porque el proceso de producción del orahovica requiere su exposición al sol.

- En la zona norte de la costa adriática (Istria) el rakia se hace con miel -medica- o con muérdago -biska.